# وزارة الإسكان والتنمية الحضرية والريفية (الصين)
وزارة الإسكان والتنمية الحضرية والريفية هي وزارة تتبع حكومة جمهورية الصين الشعبية. تهدف الوزارة لتوفر السكن وتنشط في تنمية البناء وتسهيل أنظمته في البلاد. كانت تُعرف سابقًا باسم وزارة البناء.

## التاريخ
كجزء من حزمة الإصلاح الاقتصادي الصيني البالغة 586 مليار دولار أمريكي، أقرت الحكومة الصينية في نوفمبر 2008 لـ:
- الإسكان: زيادة بناء المساكن بشكل أسرع، وبأسعار معقولة ومنخفضة الإيجار، وتسريع عملية هدم الأحياء الفقيرة، الشروع في برنامج الحكومة يعد رائد لإعادة بناء المنازل الريفية، يشمل البرنامج تشجيع البدو على الانتقال إلى مساكن دائمة.
- البنية التحتية الريفية: تحسين الطرق وشبكات الكهرباء في الريف، ومياه الشرب، بما في ذلك مشروع ضخم لتحويل المياه من الجنوب إلى شمال الصين. أيضا سيتم تعزيز مبادرات تخفيف الفقر.